# Leudal
Leudal (em limburguês: Leudaal) é um município dos Países Baixos, situado na província de Limburgo. Tem 164,91 km² de área e sua população em 2020 foi estimada em 35.999 habitantes.